# Quincy-sous-le-Mont
Quincy-sous-le-Mont település Franciaországban, Aisne megyében. Lakosainak száma 62 fő (2022. január 1.). Quincy-sous-le-Mont Courcelles-sur-Vesle, Jouaignes, Limé, Mont-Notre-Dame, Paars és Tannières községekkel határos.

## Népesség
A település népességének változása:
| Lakosok száma | 80   | 40   | 37   | 64   | 64   | 62   | 61   | 60   | 61   | 62   |
|               | 1968 | 1982 | 1990 | 2006 | 2013 | 2015 | 2017 | 2019 | 2020 | 2022 |